# Florian Künstler

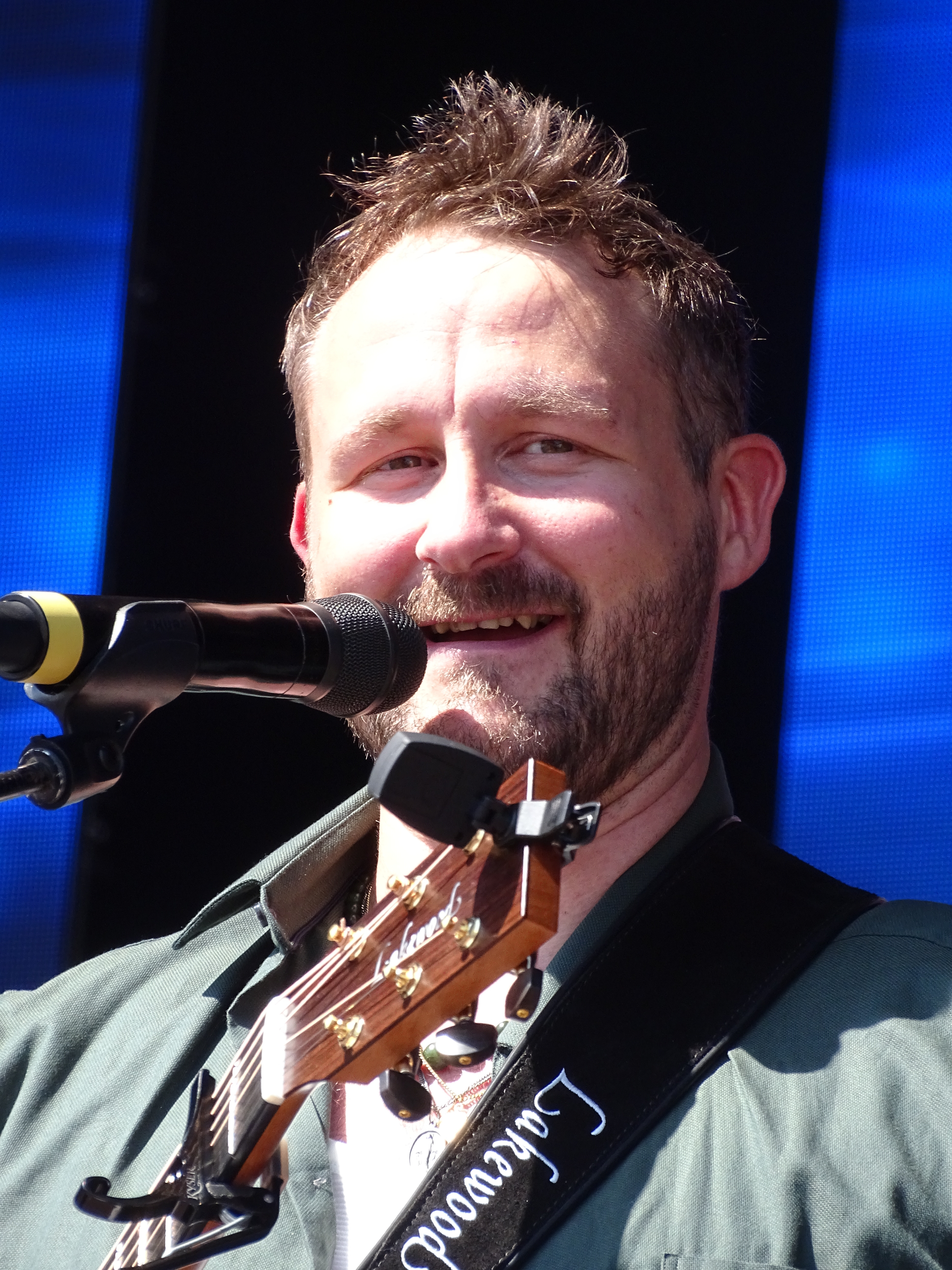
Florian Künstler 2023 in Dresden

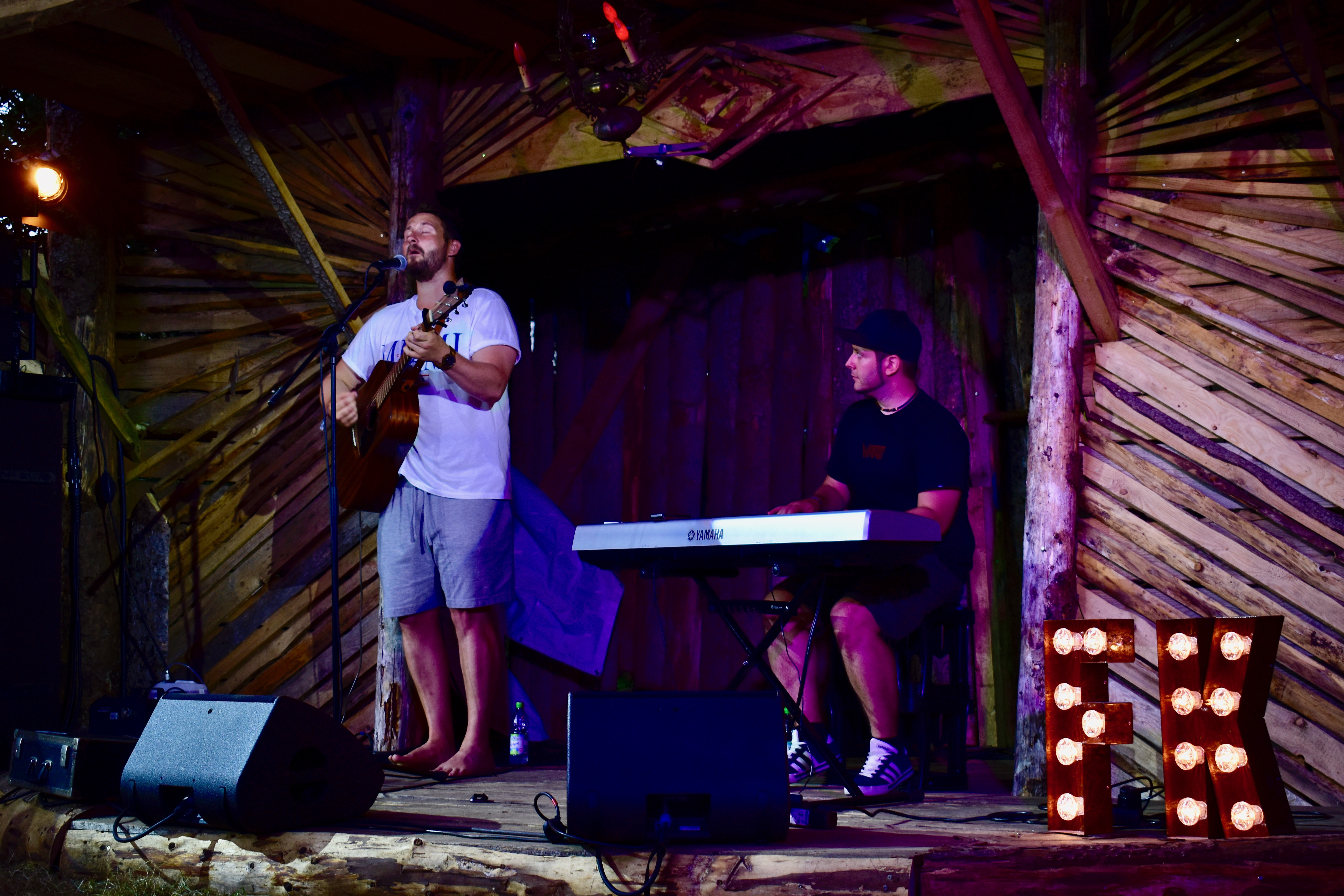
Florian Künstler bei Rocken am Brocken 2018

Florian Künstler (* 1985 in Berlin) ist ein deutscher Singer-Songwriter.

## Leben
Florian Künstler wuchs in einer Pflegefamilie in Ratekau auf. Im Alter von zwölf begann er Gitarre zu lernen, nachdem er von seinem Vater eine akustische Gitarre geschenkt bekommen hatte. Er schrieb einige Songs und wurde 2012 vom Musikproduzenten Der Polar (unter anderem Annett Louisan, Mary Roos und Glasperlenspiel) entdeckt und gefördert.
Er trat zusammen mit einem Kumpel als Charlie und Herr Künstler als Liedermacher auf, unter anderem beim Kampf der Künste und bei Kunst gegen Bares. 2011 gewann er den Schleswig-Holstein Hammer des NDR bei der Kieler Woche und wurde von Heinz Rudolf Kunze lobend erwähnt. Als sein Duopartner in einen bürgerlichen Beruf wechselte, zog Künstler nach Berlin und machte eine Ausbildung zum medizinischen Bademeister. Nebenbei spielte er abends weiter als Solokünstler. 2018 kündigte er seinen Job und versuchte, als Musiker Fuß zu fassen. Unter anderem trat er im Vorprogramm der Söhne Mannheims auf. Außerdem arbeitete er als Straßenmusiker. Er wurde von Columbia unter Vertrag genommen und veröffentlichte dort 2020 seine Debüt-EP Umwege.
Während der COVID-19-Pandemie in Deutschland versuchte er über TikTok neue Fans zu gewinnen und veröffentlichte mehrere Duette, unter anderem mit Madeline Juno, Wilhelmine, ela. und Elen. So gewann er 46.000 Follower auf der Videoplattform. 2023 veröffentlichte er den Song Kleiner Finger Schwur, mit dem er Platz 45 der deutschen Charts erreichte.

## Diskografie

### Studioalbum
- 2023: Gegengewicht (Electrola)
- 2025: Du bist nicht allein (Electrola)

### EPs
- 2020: Umwege (Columbia)
- 2020: Songpoeten Session Pt. 2 (Columbia)
- 2021: Songpoeten Session Pt. 2 (Columbia)
- 2022: Gute Nachrichten (Columbia)

### Singles
- 2020: Leise
- 2020: Wie geht’s dir eigentlich?
- 2020: Meine Dämonen
- 2020: Diese Straßen
- 2021: Halbe Liebe
- 2022: Wovor hast du Angst? (mit Elen)
- 2023: Kleiner Finger Schwur
- 2023: Plötzlich Liebe
- 2024: Auf den allerletzten Blick
- 2024: Stille Kämpfer
- 2024: Weiße Haare